# 화순군의 국회의원

## 화순군의 역대 국회의원 일람
| 대수         | 이름           | 소속정당       | 임기                               | 선거구역                             |
| ------------ | -------------- | -------------- | ---------------------------------- | ------------------------------------ |
| 제1대        | 조국현(曺國鉉) | 대성회         | 1948년 5월 31일 - 1950년 5월 30일  | 화순군 일원                          |
| 제2대        | 박민기(朴珉基) | 무소속         | 1950년 5월 31일 - 1954년 5월 30일  | 화순군 일원                          |
| 제3대        | 구흥남(具興南) | 자유당         | 1954년 5월 31일 - 1958년 5월 30일  | 화순군 일원                          |
| 제4대        | 구흥남(具興南) | 자유당         | 1958년 5월 31일 - 1960년 7월 28일  | 화순군 일원                          |
| 제5대 민의원 | 박민기(朴珉基) | 민주당         | 1960년 7월 29일 - 1961년 5월 16일  | 화순군 일원                          |
| 제6대        | 양회수(梁會璲) | 민정당         | 1963년 12월 17일 - 1967년 6월 30일 | 곡성군·화순군 일원                   |
| 제7대        | 기세풍(奇世豊) | 민주공화당     | 1967년 7월 1일 - 1967년 7월 10일   | 화순군·곡성군 일원                   |
| 제7대        | 양회수(梁會璲) | 신민당         | 1968년 9월 25일 - 1971년 6월 30일  | 화순군·곡성군 일원                   |
| 제8대        | 문형태(文亨泰) | 민주공화당     | 1971년 7월 1일 - 1971년 10월 17일  | 화순군·곡성군 일원                   |
| 제9대        | 문형태(文亨泰) | 민주공화당     | 1973년 3월 12일 - 1979년 3월 11일  | 담양군·곡성군·화순군 일원            |
| 제9대        | 고재청(高在淸) | 신민당         | 1973년 3월 12일 - 1979년 3월 11일  | 담양군·곡성군·화순군 일원            |
| 제10대       | 문형태(文亨泰) | 민주공화당     | 1979년 3월 12일 - 1980년 10월 17일 | 담양군·곡성군·화순군 일원            |
| 제10대       | 고재청(高在淸) | 신민당         | 1979년 3월 12일 - 1980년 10월 17일 | 담양군·곡성군·화순군 일원            |
| 제11대       | 정래혁(丁來赫) | 민주정의당     | 1981년 4월 11일 ~ 1985년 4월 10일  | 담양군·곡성군·화순군 일원(제7선거구) |
| 제11대       | 고재청(高在淸) | 민주한국당     | 1981년 4월 11일 ~ 1985년 4월 10일  | 담양군·곡성군·화순군 일원(제7선거구) |
| 제12대       | 구용상(具龍相) | 민주정의당     | 1985년 4월 11일 ~ 1988년 5월 29일  | 담양군·곡성군·화순군 일원(제7선거구) |
| 제12대       | 고재청(高在淸) | 민주한국당     | 1985년 4월 11일 ~ 1988년 5월 29일  | 담양군·곡성군·화순군 일원(제7선거구) |
| 제13대       | 홍기훈(洪起薰) | 평화민주당     | 1988년 5월 30일 ~ 1992년 5월 29일  | 곡성군·화순군 일원                   |
| 제14대       | 홍기훈(洪起薰) | 민주당         | 1992년 5월 30일 ~ 1996년 5월 29일  | 화순군 일원                          |
| 제15대       | 박찬주(朴燦柱) | 새정치국민회의 | 1996년 5월 30일 ~ 2000년 5월 29일  | 보성군·화순군 일원                   |
| 제16대       | 박주선(朴柱宣) | 무소속         | 2000년 5월 30일 ~ 2004년 5월 29일  | 보성군·화순군 일원                   |
| 제17대       | 최인기(崔仁基) | 무소속         | 2004년 5월 30일 ~ 2008년 5월 29일  | 나주시·화순군 일원                   |
| 제18대       | 최인기(崔仁基) | 통합민주당     | 2008년 5월 30일 ~ 2012년 5월 29일  | 나주시·화순군 일원                   |
| 제19대       | 배기운(裵奇雲) | 민주통합당     | 당선 무효                          | 나주시·화순군 일원                   |
| 제19대       | 신정훈(辛正勳) | 새정치민주연합 | 2014년 7월 31일 ~ 2016년 5월 29일  | 나주시·화순군 일원                   |
| 제20대       | 손금주(孫今柱) | 국민의당       | 2016년 5월 30일 ~ 2020년 5월 29일  | 나주시·화순군 일원                   |
| 제21대       | 신정훈(辛正勳) | 더불어민주당   | 2020년 5월 30일 ~ 2024년 5월 29일  | 나주시·화순군 일원                   |
| 제22대       | 신정훈(辛正勳) | 더불어민주당   | 2024년 5월 30일 ~                  | 나주시·화순군 일원                   |

## 같이 보기
- 곡성군의 국회의원
- 담양군의 국회의원
- 보성군의 국회의원
- 나주시의 국회의원
- 광주 광산구의 국회의원
- 곡성군·화순군
- 화순군 (1992년 선거구)
- 보성군·화순군
- 나주시·화순군